# Yitzhak Hofi
Yitzhak Hofi (in ebraico יצחק חופי‎?; Tel Aviv, 25 gennaio 1927 – Ramat Gan, 15 settembre 2014) è stato un generale e agente segreto israeliano.
È stato il 5° direttore del Mossad, in carica all'epoca dell'operazione Entebbe.

## Biografia

### Prime esperienze militari
Hofi nacque a Tel-Aviv nel 1927, all'epoca del mandato britannico. Si arruolò nell'Haganah nel 1944 e prese parte alla guerra d'indipendenza del 1948 inizialmente come comandante del battaglione "Yftah" nelle neonate forze di difesa israeliane (IDF), che avevano nel frattempo sostituito l'organizzazione paramilitare dell'Haganah, ed in seguito a capo del 51º battaglione della Brigata Giv'ati con la quale prese parte a numerose operazioni di rappresaglia contro gli arabo-palestinesi negli anni '50.
Nel corso della crisi di Suez del 1956 fu a capo delle forze israeliane impegnate nella battaglia di Mitla nel Sinai, mentre negli anni '60 fu comandante della scuola ufficiali dell'IDF.
Durante la guerra dei sei giorni del 1967 ha prestato servizio come comandante del dipartimento operazioni presso lo stato maggiore dell'IDF prima di diventare comandante del comando settentrionale durante la guerra del Kippur nell'ottobre del 1973.

### Servizio nel Mossad
Nel 1974, successivamente al riordinamento dei servizi di sicurezza a seguito delle conclusioni della commissione Agranat dopo la guerra dello Yom Kippur, Hofi fu nominato direttore del Mossad.
Nel corso del suo mandato dovette affrontare la questione del dirottamento del volo Air France 139, con diversi ostaggi tenuti prigionieri da terroristi palestinesi, nell'aeroporto della città ugandese di Entebbe. Hofi diresse i preparativi e il supporto che permisero il successo dell'operazione Entebbe o Yonatan (dal nome del comandante del gruppo d'assalto) che portò alla liberazione degli ostaggi, per lo più israeliani ed ebrei; il Mossad, in particolare, si occupò dei rilevamenti dell'aeroporto da parte di agenti operativi nonché dell'organizzazione dei rifornimenti degli aerei israeliani a Nairobi nel viaggio di ritorno, permesso per mezzo dei contatti con l'intelligence keniota.
Il suo nome è inoltre associato all'omicidio di diversi esponenti dell'organizzazione terroristica Settembre Nero, nonché all'operazione Babilonia del 1981, durante la quale venne distrutto il reattore nucleare iracheno di Osiraq.

### Dopo la carriera militare
Nel 1982 Hofi si ritirò a vita civile divenendo amministratore delegato dell'azienda di distribuzione di energia elettrica IEC.
Morì il 15 settembre 2014 a 87 anni.